# Славинський Євген Йосипович
Славинський Євген Йосипович — російський, радянський кінооператор і кінорежисер. Лауреат Державної премії СРСР (1949) за фільм «Володимир Ілліч Ленін».

## Життєпис
Народ. 24 січня 1877 р. В кіно працював з 1908 р. у фірмі бр. Пате.
Зняв фільми: «Сашка-семінарист» (1915), «Танець смерті» (1916), «Куточок» (1916), «Пікова дама» (1916), «Баришня і хуліган» (1918, режисер) та ін., також — українські (ВУФКУ, Одеса): «Шведський сірник» (1922), «За чорне золото», «Остап Бандура», «Поміщик», «Слюсар і канцлер» (1923), «Лісовий звір» (1925), «Карл Бруннер» (1936), «Митько Лелюк» (1938).
Потім переїхав до Москви. Працював на Мосфільмі. Викладав у ВДІКу курси техніки зйомок.
Помер 23 вересня 1950 р.